# Fiat Tipo 4
Fiat Tipo 4 este o automobil de lux fabricat de FIAT între 1910 și 1918. Este cunoscută și sub denumirea de „Fiat 30-45 HP”.
Era echipat cu un motor cu patru cilindri și o cilindree de 5699 cm³, care dezvolta o putere de 45 CP. Avea un schimbător cu patru trepte de viteză, plus retromarșul. Viteza maximă atinsă era de 95 km/h. Începând din 1915, a fost dotată cu un sistem electric de 12 V, considerat experimental pentru acea perioadă, care alimenta cele trei faruri frontale.
Un exemplar în versiune torpedo (denumit „Saetta del Re”) a fost carozat special pentru vizitele Reului Italiei, Vittorio Emanuele III, la frontul primul război mondial. A fost utilizat până la începutul Al Doilea Război Mondial.